# Fours-en-Vexin
Fours-en-Vexin is een plaats en voormalige gemeente in het Franse departement Eure in de regio Normandië en telt 145 inwoners (1999). De plaats maakt deel uit van het arrondissement Les Andelys.

## Geschiedenis
Fours-en-Vexin was onderdeel van het kanton Écos totdat dit op 22 maart 2015 werd opgeheven en de gemeente werd opgenomen in het kanton Les Andelys.
Op 1 januari 2016 werd de gemeente opgeheven toen Fours-en-Vexin met 13 andere gemeenten opging in de commune nouvelle Vexin-sur-Epte.

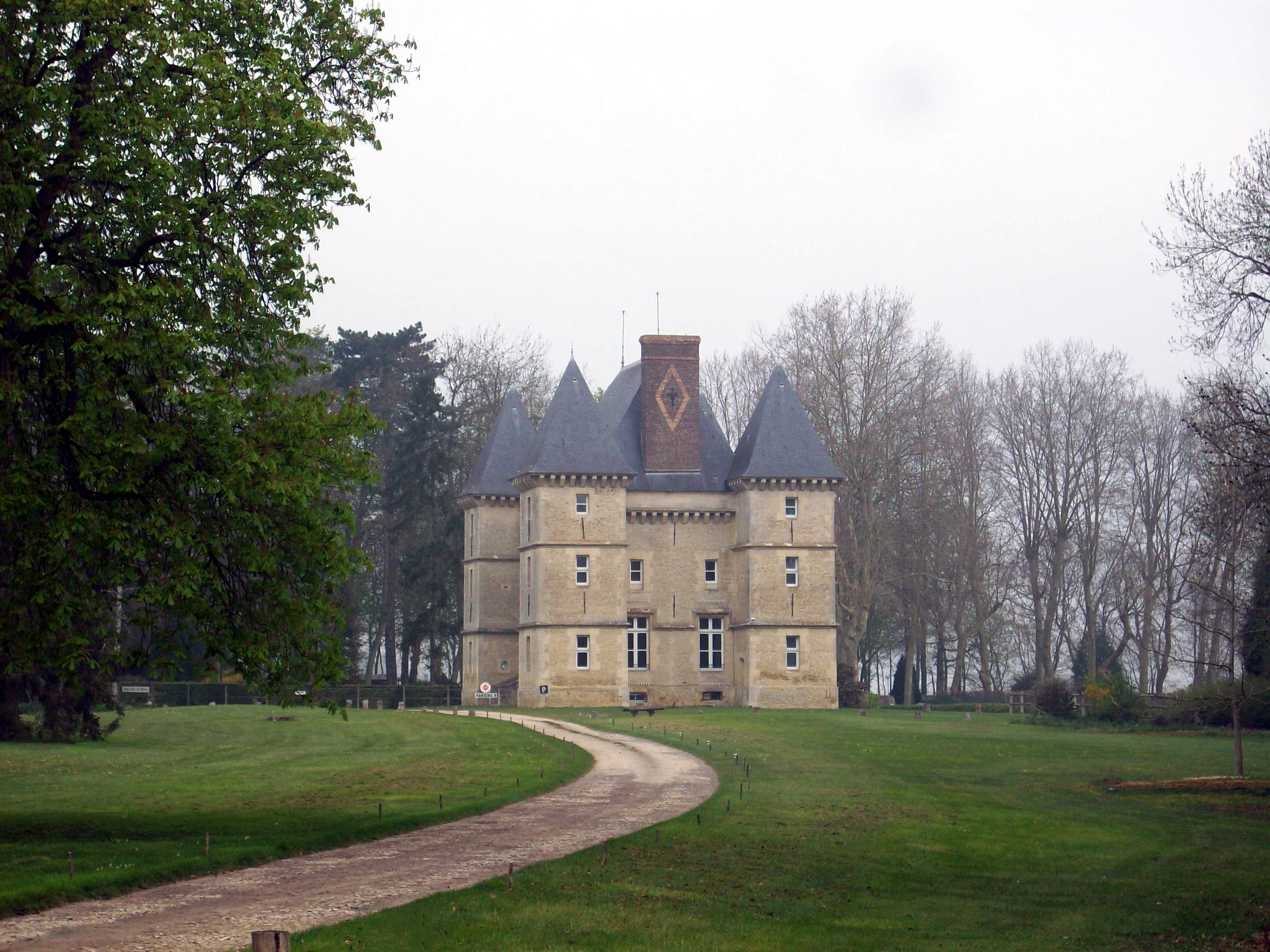
Kasteel in Fours-en-Vexin
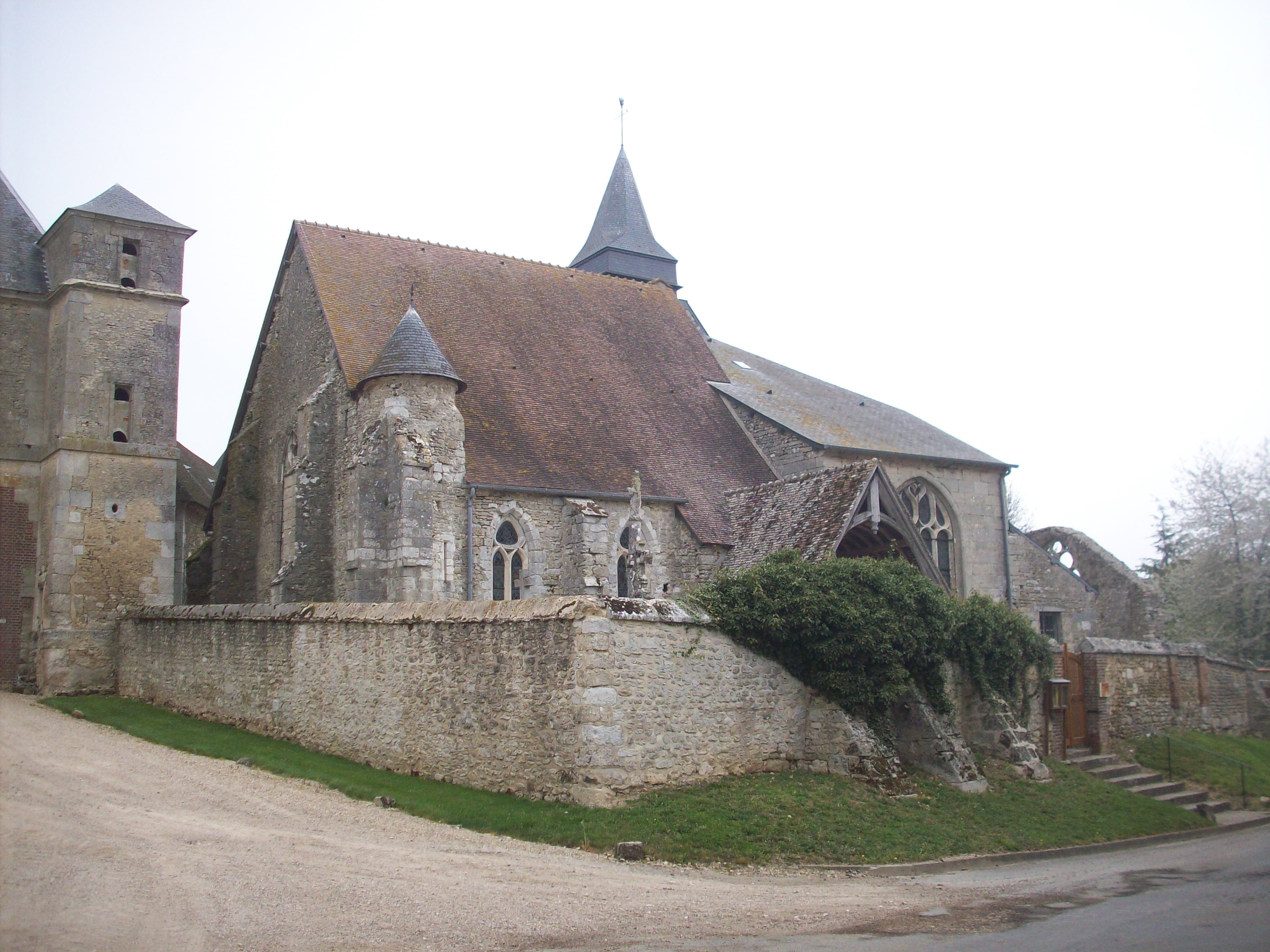
Kerk van Fours-en-Vexin

## Geografie
De oppervlakte van Fours-en-Vexin bedraagt 6,0 km², de bevolkingsdichtheid is 24,2 inwoners per km².
De onderstaande kaart toont de ligging van Fours-en-Vexin met de belangrijkste infrastructuur en aangrenzende gemeenten.

## Demografie
Onderstaande figuur toont het verloop van het inwonertal.

Berthenonville · Bus-Saint-Rémy · Cahaignes · Cantiers · Civières · Dampsmesnil · Écos · Fontenay-en-Vexin · Forêt-la-Folie · Fourges · Fours-en-Vexin · Guitry · Panilleuse · Tourny